# Actodus
Actodus is een geslacht van kevers uit de familie van de loopkevers (Carabidae). De wetenschappelijke naam van het geslacht is voor het eerst geldig gepubliceerd in 1915 door Alluaud.

## Soorten
Het geslacht Actodus omvat de volgende soorten:
- Actodus longeantennatus Lecordier, 1966
- Actodus treichi Alluaud, 1915